# Мацієвський Ярослав Григорович
Ярослав Григорович Маціє́вський (2 січня 1935, Завидовичі — 28 березня 2013, Завидовичі) — український майстер художнього скла; член Спілки художників України з 1973 року; заслужений майстер народної творчості УРСР з 1990 року. Брат Івана, батько Ігоря Мацієвських.

## Біографія
Народився 2 січня 1935 року в селі Завидовичах (тепер Львівський район Львівської області, Україна).
Здобув середню освіту. З 1963 року працював на Львівській експериментальній кераміко-скульптурній фабриці.
Мешкав у Львові, в будинку на вулиці Науковій, № 20, квартира 55. Помер в Завидовичах 28 березня 2013 року.

## Творчість
Виготовляв миски, вази, тарелі, дзбанки, свічники (1971—1985), фігурний посуд у вигляді людських постатей, тварин, птахів 1960—2001). Серед робіт:
- 1971 — посудина «Білий ведмідь»;
- 1974 — декоративна скульптура «Мурашкоїд»;
- 1975 — набір «Папороть», миска «Хвиля»;
- 1980 — декоративні композиції «Козак Мамай», «Морське дно», «Полум'я», «Цап та баран»;
- 1981 — ваза «Квітка»;
- 1982 — посуд «Пісні»;
- 1983 — кубок «Святковий Львів»;
- 1984 — декоративні композиції «За медом», «Глухарева пісня»;
- 1985 — декоративна композиція «Симфонія скла»;
- 1987 — декоративні композиції «Ведмежа сім'я», «Носороги»;
- 1993 — декоративна композиція «Коні»;
- 1995 — декоративна скульптура «Лев».

Окремі роботи зберігаються в Музеї етнографії і художнього промислу, Музеї українського народного декоративного мистецтва, Донецькому художньому музеї.